# نظرية استيعاب المعلومات
نظرية استيعاب المعلومات (أو نظرية معالجة المعلومات) تقترب من دراسة التطور المعرفي التي تطورت نتيجة لنمط التجارب الأمريكية في علم النفس. علماء النفس المطورون الذين يقومون بتبني منظور استيعاب المعلومات قاموا بشرح التطور العقلي على مستوى تغيرات النضوج في المكونات الأساسية  لعقل الطفل. النظرية تقوم على فكرة أن البشر يستوعبون المعلومات التي يستقبلونها بدلًا من مجرد الاستجابة للمحفزات. ذلك المنظور يساوي العقل بالحاسب الآلي، الذي يكون مسئولًا عن تحليل المعلومات من البيئة المحيطة.
وفقًا لنموذج استيعاب المعلومات الاعتيادي للتطور الذهني، آليات العقل تتضمن آليات الانتباه لجذب المعلومات، ذاكرة عملية للتلاعب النشط بالمعلومات، وذاكرة طويلة الأمد للاحتفاظ الخامل بالمعلومات لتصبح قابلة للاستخدام في المستقبل. تلك النظرية تدرس كيف ينمو الأطفال، وكذلك تنضج عقولهم، مما يؤدي إلي تقدم قدراتهم على الاستيعاب والاستجابة للمعلومات التي يستقبلونها عبر حواسهم. النظرية تؤكد على وجود نمط مستمر للتطور، على عكس أصحاب نظريات التطور المعرفي مثل جان بياجيه الذين اعتقدوا في وقت ما أن التطور يحدث في مراحل.